# Bob Bartlett

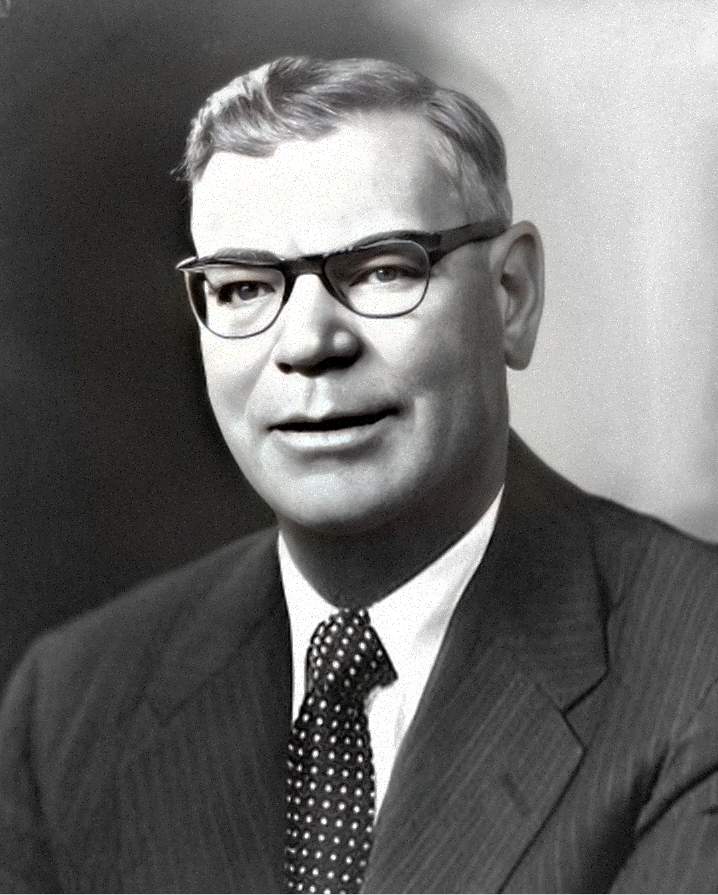
Bob Bartlett

Edward Lewis „Bob“ Bartlett (* 20. April 1904 in Seattle, Washington; † 11. Dezember 1968 in Cleveland, Ohio) war ein US-amerikanischer Politiker. Er gehörte der Demokratischen Partei an.

## Werdegang
Bartlett studierte von 1922 bis 1924 an der University of Washington und wechselte dann an die University of Alaska, wo er 1925 graduierte. Nach seinem Studium arbeitete Bartlett zwischen 1925 und 1933 als Reporter für die Fairbanks Daily News. Danach war er bis 1934 als Sekretär für den Kongressdelegierten Anthony Dimond tätig.
Von 1936 bis 1939 suchte er im Alaska-Territorium nach Gold; während dieser Zeit übte er dort ab 1937 auch das Amt des Vorsitzenden der Unemployment Compensation Commission aus. US-Präsident Franklin D. Roosevelt ernannte Bartlett am 30. Januar 1939 zum Territorialsekretär, was er bis zu seinem Rücktritt am 6. Februar 1944 blieb. Außerdem gehörte er von 1942 bis 1944 dem Alaska War Council an.
Vom 3. Januar 1945 bis zum 3. Januar 1959 vertrat Bartlett das Alaska-Territorium als Delegierter im US-Repräsentantenhaus. Am 25. November 1958 wurde er in den US-Senat gewählt und war somit ab dem 3. Januar 1959 neben Ernest Gruening einer der beiden ersten Senatoren für den neuen US-Bundesstaat Alaska. Dieses Amt hatte er bis zu seinem Tod 1968 inne.
Im Jahr 1971 widmete man Bob Bartlett eine Statue in der National Statuary Hall Collection im Kapitol. Die 1969 gebaute Fähre E. L. Bartlett des Alaska Marine Highway Systems war nach ihm benannt.